# 賴布爾烏帕齊拉
賴布爾乌帕齐拉是孟加拉国羅基布爾縣的一个乌帕齐拉，位於吉大港专区的羅基布爾縣。

## 人口
據1991年孟加拉國人口普查，賴布爾共有戶數40,618戶，人口236965人。其中男性佔比51.00%，女性佔比49.00%；成年人口100,491人。該地7歲以上人口之平均識字率為22.5%，低於全國平均值（32.4%）。